# Вила (Ла Специја)
Вила је насеље у Италији у округу Ла Специја, региону Лигурија.
Према процени из 2011. у насељу је живело 90 становника. Насеље се налази на надморској висини од 295 м.